# Wakan
 Wakan oder Wakon (waˈkʰɑːŋ̍) ist ein Wort aus den Sioux-Sprachen der nördlichen Lakota/Nakota/Dakota, der südlichen Dhegiha-Sioux (Kansa, Omaha, Osage, Ponca, Quapaw) sowie der verwandten Oto, Iowa und Missouri-Indianer und bedeutet „wunderbar“, „unbegreiflich“ oder „geheimnisvoll“.
In den traditionellen Religionen dieser Siouxvölker hatte der Begriff ursprünglich verschiedene Bedeutungen:
- Wakan war eine geheimnisvolle Lebens- oder Schöpferkraft, die alle Naturerscheinungen und Vorgänge hervorbringt, durchdringt und miteinander verbindet; beziehungsweise in den unterschiedlichsten Formen erscheint (→ Animismus).
- Wakan war auch eine moralische Instanz, die Tabuverstöße bestrafte (vergleiche: Herr der Tiere).
- Alles, was schwer zu verstehen war, beziehungsweise über herausragende oder ungewöhnliche Eigenschaften verfügte, wurde mit wakan assoziiert. Nahrung, Medizin und alles, was das Wunder des Lebens offenbart (wie kleine Kinder oder alte Bäume) war herausragend; ungewöhnlich erschienen etwa die ersten Pferde, die Šunka wakan („mysteriöser Hund“) genannt wurden, oder der Alkohol Mni wakan („geheimnisvolles Wasser“).
- Wakan hießen einige übernatürliche Geistwesen, die zum Teil vage menschenähnliche Züge trugen (→ Anthropomorphismus).

Das Wakan-Konzept entspricht im Kern dem Manitu-Konzept der Algonkin-Völker, das ebenfalls sowohl Kraft als auch (ein oder mehrere) Geistwesen sein kann. Anders als etwa beim Orenda der Irokesen konnten Menschen nicht über diese Kraft verfügen, sie sammeln oder vermehren. Dafür gab es zusätzlich zu wakan bei den südlichen Sioux die Kräfte xube beziehungsweise maxpe bei den Mandan und Absarokee, die durch bestimmte rituelle Handlungen vermehrt oder auf Gegenstände (siehe auch: Medizinbeutel) übertragen werden konnten. Bei den Mandan nutzte sich diese Kraft im Laufe der Zeit ab, so dass es im Interesse der Menschen war, neue Kraft zu „tanken“.

## Wakan tanka / Wakonda
„Es gibt nur einen Gott, und seine Gegenwart ist in allen Dingen und überall. Wir sagen ein Baum ist wakonda, weil in ihm auch Wakonda wohnt.“

Wakan Tanka (Lakota-Alphabet: Wakȟáŋ Tȟáŋka – bei den nördlichen Gruppen) oder Wakonda (bei den südlichen Gruppen) – „das große, unerklärliche Geheimnis“ – war die Summe aller Geister und Kräfte, die Ursache von allem sowie die göttliche Weltseele (→ Pantheismus). Dieses Große Geheimnis wurde durchaus unterschiedlich aufgefasst: Einige Gruppen sahen es als einheitliche göttliche Kraft (siehe beispielsweise das Osage-Zitat), andere (wie etwa die Omaha) spekulierten, dass es sieben große Wakonda gebe: Dunkelheit, Obere Welt, Erdboden, Donnerer, Sonne, Mond und Morgenstern.
Aus europäischer Sicht wurde Wakan (Tanka) fälschlich als „Großer Geist“ verstanden und bezeichnet, der mit dem christlichen Gott gleichgesetzt wurde. Wakan beinhaltet jedoch sowohl das Gute wie das Böse, ebenso wie man der Natur gute und schlechte Eigenschaften zuordnen kann. Jedes Ding und Lebewesen hat „seinen“ Wakan-Geist, der ungeboren und unsterblich ist. Menschen können mit Gebeten Beziehung zu Wakan Tanka aufnehmen; die Pfeife ist ein wichtiges Hilfsmittel dazu. Wichasha Wakan („Heilige Männer“) gelten als Experten des Konzepts.

## Pantheon
Einige religiöse Experten klassifizierten die Wakan in vier Paare von Geistwesen. Diesen wiederum können weitere acht Geistwesen zugeordnet werden, die alle jeweils essentieller Teil des nächsthöheren sind. Die Paare sind: Skan (der Himmel) und Tate (der Wind); Wi (die Sonne) und Wi Han (der Mond); Inyan (der Stein) und Wakinyan (der Donner); Maka (die Erde, siehe auch Mutter Erde) und Whope (die schöne „Weiße Büffelfrau“, White Buffalo Woman). Zu diesen acht können weitere acht hinzugefügt werden: Tob Kin (die Vier Winde), Yumnikan (der Wirbelwind), Tatankakan (der Büffel), Hunonpakan (der Bär) und die vier Geister Wanagi, Waniya, Nagila und Wasicunpi.

## Eigenschaften einzelner Geistwesen
Wi ist eines dieser Geistwesen und repräsentiert die Sonne. Er gilt als allwissend und als Verteidiger der Tapferkeit und Treue. Der Bison steht ihm als Tier besonders nahe und wird deshalb häufig als Erscheinungsform des Gottes betrachtet.
Die Tochter des Wi ist die schöne Whope (Weiße Büffelkalbfrau), die auch als Gattin des Südwindes verehrt wird. Sie kam auf die Erde und überbrachte den Sioux das Symbol des Friedens, die Friedenspfeife. Diese Pfeife soll auch als Mittler zwischen den Menschen und Wakan Tanka dienen.
Skan ist der Geist des Himmels und gilt als Quelle aller Stärke und Macht. Er ließ als Gestalter der Welt alles nach der Vierzahl ausrichten. Außerdem ist Skan der Richter über alle Götter und Seelen der Menschen. Den Geisterpfad überwacht der Geist des Windes, Tate. Er lässt nur die Seelen passieren, die von Skan als würdig anerkannt werden. Daneben lenkt Tate die Jahreszeiten. In der Sprache der Lakota bedeutet Skan: „Das, was sich bewegt“.
Iya gilt als dämonisches Ungeheuer und Verkörperung des Bösen, das Menschen und Tiere verschlingt und ihnen Böses zufügt. Der üble Atem der Bestie bringt die Krankheiten und Iya erscheint meist als Orkan.

## Bedeutungswandel
Bei der Übersetzung der Bibel ins Dakota der Santee-Sioux im 19. Jahrhundert wurde Wakantanka – ähnlich wie Kitche-Manito bei den Cree und Ojibwe – als Name für Gott verwendet. Um 1900 waren auch bei den Vorstellungen der Sioux selbst bereits gewisse christlichen Attribute zu erkennen.
Im heutigen Panindianismus – dem aufkeimenden Gemeinschaftsgefühl der unterschiedlichen Indianerstämme durch die Konfrontation mit der Mehrheitsgesellschaft – wird Wakan Tanka häufig mit „Großer Geist“ übersetzt und synonym mit ähnlichen Konzepten anderer Stämme als Schöpfergott im Sinne des christlichen Gottes mit „indianischer Prägung“ verwendet.